# Trentepohlia (Mongoma) labuana
Trentepohlia (Mongoma) labuana is een tweevleugelige uit de familie steltmuggen (Limoniidae). De soort komt voor in het Oriëntaals gebied.